# سونا قازاریان (محقق)
سونا آرایی قازاریان (ارمنی: Սոնա Արայի Ղազարյան؛ زادهٔ ۳۰ مارس ۱۹۹۳) یک اروپاشناس و سیاستمدار اهل ارمنستان است که از تاریخ ۲۰۱۹ تا کنون سمت نمایندگی دوره‌های هفتم و هشتم مجلس ملی جمهوری ارمنستان را برعهده داشت.

## زندگی‌نامه
در ۳۰ مارس ۱۹۹۳ در ایروان به دنیا آمد و از دانشگاه دولتی ایروان و دانشگاه دولتی زبان‌ها و علوم اجتماعی بروسوف ایروان فارغ‌التحصیل شد. 